# Neuville-Saint-Rémy
Neuville-Saint-Rémy è un comune francese di 3 798 abitanti situato nel dipartimento del Nord, nella regione dell'Alta Francia.

## Società

### Evoluzione demografica
Abitanti censiti